# Mar territorial de Colombia
El mar territorial de Colombia son el conjunto de espacios marítimos que tiene soberanía la Colombia, teniendo una ventaja excepcional en los océanos Atlántico y Pacífico, totalizando una superficie de 928.600 Km² lo que equivale al 44,86% del mar de Colombia, distribuido entre el Mar Caribe con 589.000 Km² (28,46%) y el Océano Pacífico con 339.100 Km² (16,40%) 

Mapa que muestra el mar territorial de Colombia

El mar colombiano corresponde a las aguas que circundan la costa continental hasta las 200 millas marítimas al oeste desde la línea de marea baja y, en el caso de las islas de San Andrés y Providencia 447 millas marinas. Según el Ministerio de Relaciones exteriores denomina a estas zonas como Mar Territorial, Zona Contigua exclusiva y plataforma continental.

## Denominación del territorio marítimo
Mar territorial: Es la franja adyacente a sus costas, que comprende el lecho, el subsuelo y el espacio aéreo sobre el mar, donde el estado tiene el derecho de ejercer su dominio. Según la ley 10 de 1978  esta debe tener una anchura de 12 millas náuticas o de 22 kilómetros. Así posee una superficie total 928.660 km² de los cuales 589.223 km²  están en el Atlántico (equivalente al 28.46% del territorio) y 339.547 km² en el Pacífico (un 16.40% del territorio colombiano).
Zona contigua: Comprende las 12 millas náuticas contadas desde el borde externo del mar territorial; es una zona donde el Estado tiene facultades en materias de prevención y sanción de la infracción de sus leyes y reglamentos aduaneros, fiscales, de inmigración o sanitarios. Posee una superficie de 33.260 km².
Plataforma continental: Comprende la plataforma continental de la península Guajira se ubica al extremo norte del continente sur americano, en la región nor-oriental de Colombia en el mar Caribe.

## Espacio insular
De acuerdo al art 101 de la CPC de 1991 forman parte de Colombia, además del territorio continental, el archipiélago de San Andrés, Providencia, y Santa Catalina, la Isla de Malpelo y demás islas, islotes, cayos, morros y bancos que le pertenecen.

## Disputas y diferendos
Nicaragua: Desde el año 2012 Colombia lleva un litigio con esta nación en la zona del mar Caribe. De acuerdo a la sentencia de ese año los jueces resolvieron que Colombia continuaría poseyendo los territorios insulares en la Océano Pacífico, pero como tal debía ceder más de 75.000 de mar territorial a Nicaragua .Hasta el día de hoy el gobierno colombiano ha rechazado la decisión tomada en La [[Corte Internacional de Justicia a pesar de haber asegurado que acataría la sentencia. Colombia al conocer la decisión de la CIJ, además de no reconocerla, decidió iniciar los trámites para terminar su participación en el “Pacto de Bogotá” para retirar a Colombia de la jurisdicción de la CIJ]].
Venezuela: Colombia mantiene un diferendo marítimo con Venezuela por la delimitación trazada en el Golfo de Venezuela o de Coquivacoa, esta disputa nace a raíz de la firma del tratado de 1941 que definió la Frontera terrestre entre Colombia y Venezuela donde se estableció el hito n°1 en Castilletes en la Península de La Guajira, lo que le otorgó a Colombia, derechos sobre las aguas adyacentes en el Golfo de Venezuela, entre la punta de Castilletes y Punta Espada, en la Península de La Guajira. Aunque Venezuela no lo ve de esta manera y asegura que su frontera marítima con Colombia debe iniciar en Punta Espada, apelando a la tesis de Costa seca. Situación que ha impedido la demarcación de una frontera marítima, manteniendo la situación actualmente en un estado congelamiento entre los dos países.